# Joelmir Campos de Araripe Macedo
Joelmir Campos de Araripe Macedo GCA • GCIH (Rio de Janeiro, 16 de fevereiro de 1909 — Rio de Janeiro, 12 de abril de 1993) foi um militar brasileiro, no posto de tenente-brigadeiro (quatro estrelas) da aeronáutica.

## Biografia
Descendente do Barão do Araripe.
Foi diretor da fábrica de aviões do Galeão, diretor técnico e diretor presidente da Fábrica Nacional de Motores, membro do Conselho Nacional do Petróleo, diretor de Engenharia Aeronáutica e diretor de Rotas Aéreas do Ministério da Aeronáutica. Orgulhava-se de ter participado do segundo voo do Correio Aéreo Nacional (então chamado Correio Aéreo Militar), em junho de 1931. Tendo como copiloto o brigadeiro e ex-ministro da Aeronáutica Nélson Freire Lavanère-Wanderley, que na época era tenente, cumpriu uma longa rota, passando pelos estados de São Paulo, Minas Gerais e Goiás. Sua última função no serviço ativo foi a presidência da Comissão de Construção do Aeroporto Supersônico, no Galeão. Atingido pela compulsória (aposentadoria obrigatória por tempo de serviço dos militares), passou para e reserva remunerada, mas continuou no cargo até assumir o Ministério da Aeronáutica, em 29 de novembro de 1971, graças a ato especial do ministro Márcio de Sousa Melo, seu antecessor no cargo. 
Foi ministro da Aeronáutica nos governos Emílio Garrastazu Médici, de 29 de novembro de 1971 a 15 de março de 1974. Em poucas semanas liquidou o núcleo de insubordinação que controlava a força aérea desde a crise do Para-Sar em 1968.
A 2 de Novembro de 1972 foi agraciado com a Grã-Cruz da Ordem Militar de Avis de Portugal.
Continuou ministro do governo Ernesto Geisel, de 15 de março de 1974 a 15 de março de 1979. Sua continuidade no cargo no governo Geisel deveu-se a diversos fatores: havia sido colega de turma de Geisel, tratando-o por "você", além disso tinha praticamente sido escolhido para vice-presidente, mas o processo de escolha de um novo ministro poderia gerar um conflito interno, sendo preferida a continuidade.
A 28 de Dezembro de 1978 foi agraciado com a Grã-Cruz da Ordem do Infante D. Henrique de Portugal.

## Morte do ex-presidente militar Castello Branco
O documento oficial que reúne toda a investigação do acidente que vitimou, entre outros, o ex-presidente militar Castello Branco, produzido pelo CENIPA, foi assinado pelo tenente-brigadeiro Araripe Macedo.